# Melitaea mandschurica
Melitaea mandschurica är en fjärilsart som beskrevs av Adalbert Seitz 1908. Melitaea mandschurica ingår i släktet Melitaea och familjen praktfjärilar. Inga underarter finns listade i Catalogue of Life.